# Pays de Thelle
 (novembre 2010).
Si vous disposez d'ouvrages ou d'articles de référence ou si vous connaissez des sites web de qualité traitant du thème abordé ici, merci de compléter l'article en donnant les références utiles à sa vérifiabilité et en les liant à la section « Notes et références ».
Le pays de Thelle est une région naturelle de France comprise dans le département de l'Oise.

## Géographie

### Situation
Le pays de Thelle se situe dans l'Oise, en Picardie, entre, au sud, la pointe nord du Vexin français et, au nord, l'extrémité orientale du pays de Bray et du Clermontois. Il est bordé à l'ouest par le Vexin normand et à l'est par la vallée de l'Oise, et, au-delà, le plateau du Valois forestier.
Le pays de Thelle comprend des communes de la vallée de la Troesne et de l'Esches qui sont également assimilées aux franges nord du Vexin français. En effet, il existe des communes vexinoises d'un pays de Thelle considéré comme entité géographique et paysagère à part entière. De même, certaines communes en bordure de l'Oise sont souvent vues comme faisant partie de l'entité naturelle de la vallée de l'Oise plus que du pays de Thelle à proprement parler. Cela vaut également aux franges du pays de Thelle et du pays de Bray.

### Topographie, hydrographie et géologie
Le pays de Thelle est un plateau incliné d'orientation nord / sud qui s'étend, au nord, de la cuesta du Bray à la cuesta du Vexin au sud. Il est délimité à l'est par la vallée de l'Oise et à l'ouest par celle de l'Epte. Le plateau est entaillé par des vallées à fond plat et des vallons. Les cours d'eau qui y coulent sont, outre les cours d'eau frontières, la Troesne, l'Esches, le ru de l'Aunette, le ru du Mesnil ou le ru de Pouilly. Le pays de Thelle est partagé entre le bassin versant de l'Oise et celui de l'Epte.
Le sous-sol du pays de Thelle est composé essentiellement de craie du secondaire, parfois riche en silex. On y trouve également sables et argiles. Il se distingue de celui du Vexin français au sud qui est lui calcaire et de la boutonnière du Bray au nord, à la géologie par définition très hétérogène.
Le point culminant de l'Oise (235 mètres) se trouve sur le plateau de Thelle à Lalandelle.

### Paysages
Le pays de Thelle présente des paysages variés. Dans son ensemble il est largement dominé par une structure paysagère mixte composée de boisements (concentrés à l'ouest), cultures et herbages mais on y trouve aussi des paysages de polycultures dans les vallées humides (vallées de la Troesne et de ses affluents), des vallées industrielles ou postindustrielles (vallée de l'Epte au niveau de Sérifontaine, vallée de l'Esches de Méru à Chambly) et une zone de grande culture dans la plaine fertile des Sablons.
Le silex se retrouve dans les constructions traditionnelles et fait figure de transition entre le style de bâti vexinois (majoritairement en pierre calcaire) et celui du pays de Bray (majoritairement en brique). Le silex du pays de Thelle est ainsi mêlé à la pierre calcaire dans les constructions du sud du plateau, alors qu'il se retrouve utilisé avec la brique au nord. Il est également mélangé au bois et au torchis.
L'urbanisation se concentre dans les vallées, notamment celle de l'Esches entre Méru et Chambly.
De nombreux villages du pays de Thelle se présentent sous la forme du village-rue où l'habitat est construit en ligne le long d'un axe unique. L'usoir (espace non construit entre la voie et les habitations, souvent d'herbe) s'y retrouve encore.

## Toponymie
Le nom du lieu est attesté sous les formes Tellao vers les VIe et VIIe siècles ; in pago Tellao en 709 ; in Telao pago en 751 ; in Talogii comitatu Xe siècle ,.

## Histoire
Le « Pays de Thelle » est cité pour la première fois sous la forme Telle pays sur une carte datée de 1698. Le « Pays de Thelle » porte tout simplement le nom de l’antique forêt de Thelle. 
Le  Pays de Thelle n’est pas demeuré « tel qu’il était jadis » ; de grands défrichements ont eu lieu, surtout au Xe siècle (abbaye de Saint-Germer, notamment) ; la forêt, qui s’étendait autrefois de l’Epte à l’Oise, couvrait encore au XIVe siècle tout le canton actuel du Coudray-Saint-Germer, et l’actuelle forêt de Thelle, située dans ce canton, en est un lambeau.

L'industrialisation du pays de Thelle a été limitée à la vallée de l'Esches, où elle est relativement ancienne (industries de la nacre à Méru, bâti industriel au centre de Bornel), et à une partie de la vallée de l'Epte, où elle est plus récente, hors des centres des villes. Le plateau a souffert de l'exode rural au bénéfice des centres urbains.

## Organisation administrative
Le pays de Thelle est situé pour majeure partie dans l'arrondissement de Beauvais mais également dans l'arrondissement de Senlis. À l'échelon du canton également, les divisions administratives chevauchent plusieurs régions naturelles. De plus, à l'échelle communale, certaines des 83 communes qui le composent sont considérées comme faisant partie du Vexin français ou du pays de Bray. Il apparaît que le pays de Thelle est une bonne illustration de la complexité de la délimitation des frontières des régions naturelles de France et, partant, d'effectuer avec certitude un décompte des communes les composant.

### Arrondissement de Beauvais
Plus précisément, le canton de Méru compte 18 communes dans le pays de Thelle sur les vingt qui le composent, Chavençon et Neuville-Bosc étant sans ambigüités vexinoises. Il est un canton très divisé entre Vexin et Thelle car neuf de ses communes sont malgré tout considérées comme vexinoises (Amblainville, Hénonville ou Villeneuve-les-Sablons par exemple). Dans le canton de Chaumont-en-Vexin, la plupart des 37 communes font partie géographiquement du pays de Thelle. Cependant, les communes de la vallée de la Troesne et celles situées sur les pentes de la cuesta du Vexin sont considérées commune vexinoises, comme leur nom l'indique parfois (c'est assez clair s'agissant de Chaumont-en-Vexin ou d'Hardivillers-en-Vexin, mais c'est aussi le cas pour Trie-la-Ville, Villers-sur-Trie ou Éragny-sur-Epte). Il a été envisagé à la création du Parc naturel régional du Vexin Français en 1995 de rattacher l'ensemble du canton au Parc, preuve de la faiblesse identitaire du pays de Thelle face au territoire très encadré politico-administrativement du Vexin français francilien. En effet, toutes les communes du canton ne sont pas clairement et uniquement vexinoises.
Sur les vingt communes du canton d'Auneuil, onze font partie du pays de Thelle, ce canton étant également situé sur une partie du pays de Bray au nord. Le canton du Coudray-Saint-Germer compte lui onze communes sur 18 dans le pays de Thelle, les incertitudes rencontrées avec le Vexin se retrouvant dans une moindre mesure aussi avec le pays de Bray : par exemple la commune de Puiseux-en-Bray est géographiquement dans le pays de Thelle mais elle s'en exclut par son nom. La commune de Flavacourt est quant à elle regardée comme vexinoise, c'est la seule du canton dans ce cas, alors même qu'elle est assez éloignée de la cuesta du Vexin.
Enfin, le canton de Noailles compte neuf communes sur 21 dans le pays de Thelle, dont certaines le portent dans leur nom (Mortefontaine-en-Thelle ou Laboissière-en-Thelle par exemple).

### Arrondissement de Senlis
Le canton de Neuilly-en-Thelle compte 12 de ses 15 communes dans le pays de Thelle, beaucoup d'entre elles le portant dans leur toponymie, à l'image du chef-lieu. Le canton de Montataire compte lui deux communes du pays de Thelle sur les dix qui le composent : Blaincourt-lès-Précy et Précy-sur-Oise.
Les cantons qui apparaissent comme le cœur du pays de Thelle semblent bien être le canton de Noailles et le canton de Neuilly-en-Thelle où se situent les communes portant la marque du pays dans leur nom.

### Intercommunalité
Les structures intercommunales qui comprennent des communes géographiquement situées dans le pays de Thelle permettent de lire ses imbrications avec les entités voisines du département, d'autant plus facilement que seule la commune de Sérifontaine est restée isolée de ces regroupements, qui rassemblent 96 % des communes de l'Oise en 2007. Il s'agit de :
- la Communauté de communes du pays de Thelle (36 communes) qui comprend cependant quelques communes hors périmètre.
- la Communauté de communes des Sablons (21 communes) qui comprend beaucoup des communes vexinoises du pays de Thelle.
- la Communauté de communes du Vexin Thelle (37 communes) comprend la plupart des communes du plateau du Vexin ainsi, comme son nom l'indique, que des communes vexinoises du pays de Thelle
- la Communauté de communes du pays de Bray (22 communes) comprend également certaines communes du pays de Thelle ainsi, comme son nom l'indique que la Communauté de communes du Thelle Bray (13 communes), à cheval sur les deux pays.
- la Communauté de communes la Ruraloise (6 communes) comprend, notamment mais pas uniquement, les communes situées au sud est du pays de Thelle

Aucune de ces structures ne comprend que des communes géographiquement situées dans le pays de Thelle.

## Patrimoine

### Patrimoine naturel
- La forêt de Thelle
- Les prairies calcicoles et larris (pelouses) des cuestas

### Patrimoine culturel
* Le musée de la Nacre et de la Tabletterie, labellisé musée de France, se situe à Méru, berceau d'une activité tabletière intense aujourd'hui disparue et dont le musée conserve une partie du savoir-faire.
* Le moulin-musée de la Brosserie à Saint-Félix.
* Le musée Raymond Joly à Ponchon.

### Comité Miss Pays de Thelle
Le comité Miss Pays de Thelle a été créé en mars 2014 à l'initiative de Doret Stéphanie et de Vilhem Guillaume ; la première élection a eu lieu le 30 janvier 2015 au gymnase Aristide Briand à Chambly, la première Miss Pays de Thelle est Marion Charpentier, Déborah Aubert fut la Miss Pays de Thelle 2016 et Eva Encinas la Miss Pays de Thelle 2017, élue à Angy le 21 janvier 2017. La prochaine élection se déroulera le samedi 27 janvier 2018 à la salle multifonctions d'Angy, à la suite de la fusion avec la communauté de communes « La Ruraloise », l'élection devient « Miss Thelloise » à partir de 2018.

## Économie
Le pays de Thelle est essentiellement rural et agricole. Le plateau comprend certaines des plus grandes exploitations agricoles du département (céréales, betteraves, oléo-protéagineux) concentrées dans la plaine des Sablons.
Les industries, activités économiques et infrastructures de la vallée de l'Esches sont dynamiques et tournées vers l'Île-de-France.